# Buste de François Ier d'Este
Le Buste de François Ier d'Este est un portrait en marbre du sculpteur italien Gian Lorenzo Bernini. Achevée en 1652, l'œuvre représente Francesco I d'Este, duc de Modène. Elle est conservée au Museo Estense de Modena, en Italie. L'expression noble mais détachée du visage, les draperies étendues et les mèches de cheveux somptueuses sont souvent considérées comme emblématiques de la façon dont Bernini représente les « monarques absolus », adoptant des poses supposées supérieures. Une peinture du buste, entourée de divers objets, entreprise par l'artiste Francesco Stringa à la fin des années 1660 se trouve au Minneapolis Institute of Art.  